# 里瑟爾-拉森海

里瑟爾-拉森海是南大洋的陸緣海，位於拉扎列夫海和宇航员海之間，大部分地區水深超過3,000米，面積1,138,000平方公里，該海以挪威探險家命名。
68°00′S 22°00′E / 68.000°S 22.000°E